# Portella de la Grava
La portella de la Grava (langue catalane) est un col pédestre des Pyrénées à 2 426 m d'altitude en Cerdagne dans le département des Pyrénées-Orientales, en Occitanie. Il est emprunté par le sentier de grande randonnée 10 qui longe la chaîne des Pyrénées françaises entre l'océan Atlantique et la Méditerranée.

## Toponymie
La Portella de la Grava est un nom catalan, la langue traditionnelle de la région, que ce soit en Andorre, en Catalogne ou dans les Pyrénées-Orientales.
Comme la plupart des lieux des Pyrénées-Orientales, son nom est francisé, en « Porteille de Lagrave » sur la carte IGN de 1950. À partir des années 1980, l'IGN revient aux noms originaux en catalan. Les dernières cartes françaises mentionnent Portella de la Grava.
Le mot latin portus, qui signifie « passage », a donné le mot « port » (ou porta) qui désigne, dans les Pyrénées, un col ou autre passage montagneux, que ce soit en gascon ou en catalan. Une portella est une petite porta.
Le toponyme catalan grava est un calque du latin populaire grava, qui désigne une rivière dont le lit contient de nombreux galets ou du gravier. Il a donné de nombreux noms de lieux en France mais peu en Catalogne. La portella domine le riu de la Grava qui donne naissance au fleuve Têt.

## Géographie
Situé sur la commune d'Angoustrine-Villeneuve-des-Escaldes à l'altitude de 2 426 m entre le puig de la Grava (2 671 m) au nord et le puig Castell Isard (2 628 m) au sud, le col permet de joindre l'étang de Lanoux (Estany de Lanós en catalan) à l'ouest et le lac des Bouillouses au sud-est après avoir rejoint la haute vallée de la Têt.